# Muhammad Hargianto
Muhammad Hargianto (sinh ngày 24 tháng 7 năm 1996) là một cầu thủ bóng đá người Indonesia hiện tại thi đấu cho Bayangkara ở Liga 1 ở vị trí tiền vệ. Anh cũng là Second Police Brigadier ở Cảnh sát Quốc gia Indonesia.

## Sự nghiệp câu lạc bộ

### Persebaya Surabaya ISL
Ngày 11 tháng 11 năm 2014, anh ký bản hợp đồng 4 năm với Persebaya ISL. Anh có màn ra mắt ngày 8 tháng 4 năm 2015 đá chính, kết thúc 1–1 trước Pusamania Borneo trên Sân vận động Gelora Bung Tomo.

### Bhayangkara F.C.
Tại Indonesia Soccer Championship, Persebaya ISL đổi tên thành Bhayangkara F.C.. Anh có 31 lần ra sân và ghi 3 bàn thắng.

### Persija Jakarta
Năm 2017, Hargianto gia nhập Persija Jakarta.

## Sự nghiệp quốc tế
Anh có màn ra mắt quốc tế cho đội tuyển quốc gia ngày 21 tháng 3 năm 2017, trước Myanmar.

### Bàn thắng U-23 quốc tế
| #  | Ngày                | Địa điểm                                    | Đối thủ     | Tỉ số | Kết quả | Giải đấu                         |
| -- | ------------------- | ------------------------------------------- | ----------- | ----- | ------- | -------------------------------- |
| 1. | 17 tháng 8 năm 2017 | Sân vận động Shah Alam, Shah Alam, Malaysia | Philippines | 2–0   | 3–0     | Đại hội Thể thao Đông Nam Á 2017 |

## Thống kê sự nghiệp

### Câu lạc bộ
Tính đến 9 tháng 4 năm 2015.
| Câu lạc bộ          | Mùa giải            | Giải vô địch           | Giải vô địch | Giải vô địch | Piala Indonesia | Piala Indonesia | Châu Á  | Châu Á    | Khác    | Khác      | Tổng    | Tổng      |
| Câu lạc bộ          | Mùa giải            | Hạng đấu               | Số trận      | Bàn thắng    | Số trận         | Bàn thắng       | Số trận | Bàn thắng | Số trận | Bàn thắng | Số trận | Bàn thắng |
| ------------------- | ------------------- | ---------------------- | ------------ | ------------ | --------------- | --------------- | ------- | --------- | ------- | --------- | ------- | --------- |
| Persebaya ISL       | 2015                | Indonesia Super League | 5            | 0            | 0               | 0               | —       | —         | —       | —         | 5       | 0         |
| Persebaya ISL       | Tổng                | Tổng                   | 5            | 0            | 0               | 0               | —       | —         | —       | —         | 5       | 0         |
| Tổng cộng sự nghiệp | Tổng cộng sự nghiệp | Tổng cộng sự nghiệp    | 5            | 0            | 0               | 0               | —       | —         | —       | —         | 5       | 0         |

## Danh hiệu
U-19 Indonesia
- Giải vô địch bóng đá U-19 Đông Nam Á: 2013